# Demetrio López Vargas
Demetrio López Vargas (Llorca, 1885 - Múrcia, 1960) fou un dibuixant espanyol. Artista polifacètic, va ser una de les figures destacades de les publicacions humorístiques madrilenyes dels anys 20 i 30 del segle xx. Va fundar i dirigir els setmanaris satírics Varieté i El viejo verde.